# Дирингская культура
Дирингская культура, культура Диринг-Юрях — археологическая культура палеолита, находящаяся на территории Якутии, у ручья Диринг-Юрях, впадающего в Лену (сейчас — на территории природного парка «Ленские столбы»).

## История открытия и исследования
Стоянку Диринг-Юрях открыли в 1982 году геологи О. В. Гриненко, В. А. Камалетдинов, П. С. Минюк и С. Ю. Королёв в местности Диринг-Юрях (с якутского — Глубокая речка). Истории её открытия предшествовал случай — в 1982 году в Якутске должен был состояться геологический конгресс, участникам которого организаторы планировали показать наиболее представительные разрезы наиболее высоких (следовательно — наиболее древних) террас реки Лена. Заложив в перекрывающих галечники песках шурф, геологи обнаружили костные человеческие останки, принадлежавшие ребёнку 8—9 лет. Геологи связались с Приленской археологической экспедицией под руководством Ю. А. Мочанова и С. А. Федосеевой, которые прибыли на данное место. В результате было выяснено, что своим шурфом геологи частично разрушили погребение позднего неолита (ымыяхтахская культура, 2-е тысячелетие до н. э. — современники Эхнатона и Нефертити). Были произведены работы, в результате которых данное неолитическое погребение (пять захоронений) было полностью раскопано.
9 октября 1982 года, после окончательной разборки неолитических слоёв, в нижних слоях стали встречаться орудия архаичного облика, по внешнему виду сопоставимые только с древнейшими орудиями олдувайской культуры. По одному архаичному виду орудий Мочанов датировал их возрастом 1,8 миллиона лет, что превышает возраст других стоянок на территории Сибири, и приближается к возрасту древнейших стоянок человека, найденных в Олдувайском ущелье в Африке.
При дальнейших исследованиях обнаружилось, что слои дирингской культуры перемежаются слоями с речными отложениями Лены, возраст которых, по оценке Мочанова, был не менее 2—3 млн лет (по данным геологов, самые древние слои с артефактами в Диринг-Юряхе не древнее 300—250 тысяч лет). Это привело Мочанова к выводу, что реальный возраст дирингской культуры может оказаться больше возраста олдувайских находок, следовательно, в Сибири человек мог появиться раньше, чем в Северной Африке, считающейся прародиной рода Homo. Мочанов стал придерживаться гипотезы внетропического происхождения человека. В августе 1988 года была проведена Всесоюзная научная конференция «Проблема прародины человечества в свете новых археологических и антропологических открытий», подчеркнувшая значимость и уникальность дирингских находок.
Результаты независимого датирования каменных орудий дирингской культуры, которые были опубликованы в 1997 году американскими учёными (Майкл Уотерс — Michael R. Waters, Steven L. Forman и James M. Pierson), показали, что согласно термолюминесцентному анализу возраст орудий из кварцита составил от 260 тысяч до 370 тысяч лет. Образцы были отобраны в стороне от скоплений с артефактами, в том числе от скопления № 16 с предполагаемыми артефактами, которые В. А. Ранов таковыми не считает. Все остальные скопления артефактов на Диринг-Юряхе залегают в отложениях не древнее 50 тысяч лет.
В 1990-х годах изучение Диринг-Юрях свернули, прервав финансирование.
В 2019 году следующую попытку датирования сделали российские специалисты[уточнить].
В 2021 году исследование стоянки, по сообщению Русского географического общества, возобновилось, в рамках проекта «Ключевые вопросы истории четвертичного периода Северо-Восточной Сибири» (участие принимают сотрудники географического факультета МГУ, Института мерзлотоведения, а также Института археологии и этнографии Сибирского отделения РАН, Института географии РАН, Арктического научно-исследовательского центра Академии наук Якутии, Орхусского университета в Дании, Карлова университета в Чехии).

## Полемика
Некоторые учёные ставили под сомнение тот факт, что артефакты из Диринг-Юрях являются сделанными человеком орудиями труда, считая их природными образованиями. Большинство археологов, тем не менее, признаёт, хотя и с осторожностью, дирингские артефакты делом рук человека.
Абсолютный возраст находок при этом по-прежнему вызывает споры: в самом начале Ю. А. Мочанов назвал «ровесниками» олдувайских орудий (2—3 млн лет), позднее термолюминисцентный анализ показал возраст в 260 тысяч — 370 тысяч лет, однако даже такая дата вызывает сомнения, учитывая, что следов других столь же древних стоянок в Сибири найдено не было (каменные артефакты, иногда датируемые тем же периодом, что и дирингские находки, были обнаружены в Улалинке и Мохово-1, однако принадлежность этих литофактов к человеческим орудиям труда не подтверждена, равно как и даты в сотни тысяч лет, которые многими оспаривается). Доктор географических наук Я. В. Кузьмин относит дирингские находки к значительно более позднему периоду — от 125 000 до 10 000 лет назад, около 70 тысяч лет назад. По типологии орудий Г. И. Медведев [1991] сравнил орудия Диринга с орудиями «тарахайского пласта» верхней Ангары возрастом около 150 тысяч лет, Н. Н. Диков соотнёс их с артефактами Чукотки, предположительно датируемыми им возрастом около 70 тысяч лет. Таким образом, нет никаких оснований для утверждений о «якутской прародине человечества».
На стоянке Диринг-Юрях радиотермолюминесцентным методом датирования были получены следующие даты: более 1800 тысяч лет назад (РТЛ-454) (ниже культуросодержащего слоя); 2900 ± 900 тыс. лет назад (РТЛ-424) и более 1100 тысяч лет назад (РТЛ-453) (выше культуросодержащего слоя). Из этих же отложений оптически термолюминесцентным методом датирования были получены гораздо более молодые даты: 366 ± 32 тысяч лет назад (OTL-472) (ниже культуросодержащего слоя) и 267 ± 24 тысяч лет назад (OTL-471) (выше культуросодержащего слоя). Таким образом, физические основы радиотермо-люминесцентного метода остаются строго не доказанными.

## Значение культуры
Возраст также позволяет пересмотреть сложившиеся представления о расселении предков человека. Это время соответствует максимальному оледенению Сибири, когда мощные ледники перегораживали течение Лены, образуя здесь гигантскую запруду. Обнаружение столь древнего памятника в Северо-Восточной Азии говорит о реальности освоения этой территории уже в нижнем палеолите и принципиальной возможности проникновения человека в Берингию, и далее, в Америку.